# Leitza
Leitza (spanisch Leiza) ist ein Dorf und eine Gemeinde (Municipio) mit 3.011 Einwohnern (Stand: 2024) im baskischsprachigen Norden von Navarra in Spanien. Zur Gemeinde gehören auch die Ortschaften Patxi Arrazola, Elbarren, Azku, Manuel Lasarte, Elgoien, Amazabal, San Miguel, Gorriztaran, Erasote, Arkiskil und Obispo Huarte.

## Lage
Leitza liegt etwa 37 Kilometer südlich von Donostia-San Sebastián und etwa 55 Kilometer nordnordwestlich von Pamplona.

## Kultur und Sehenswürdigkeiten

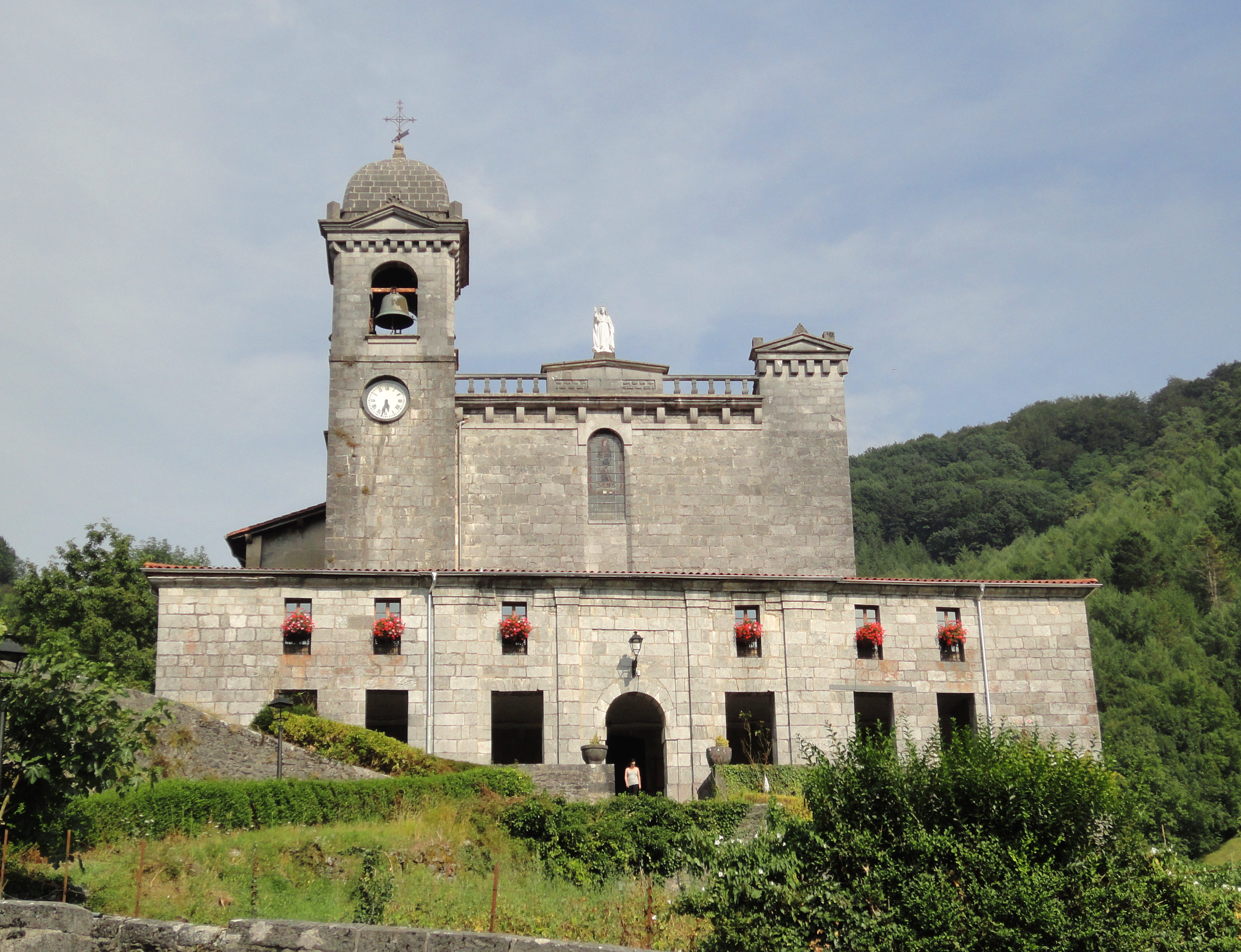
Michaeliskirche
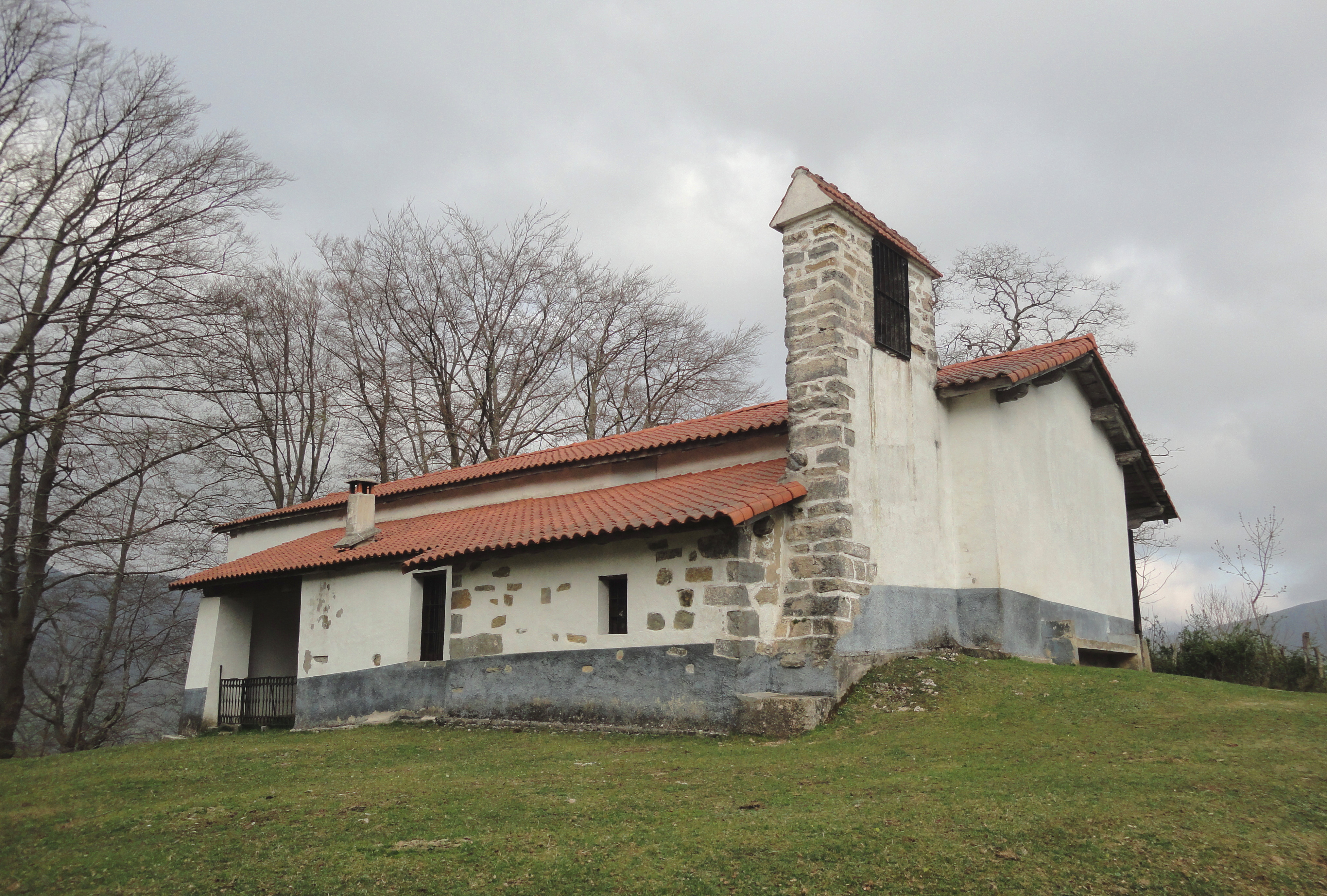
Kreuzkapelle
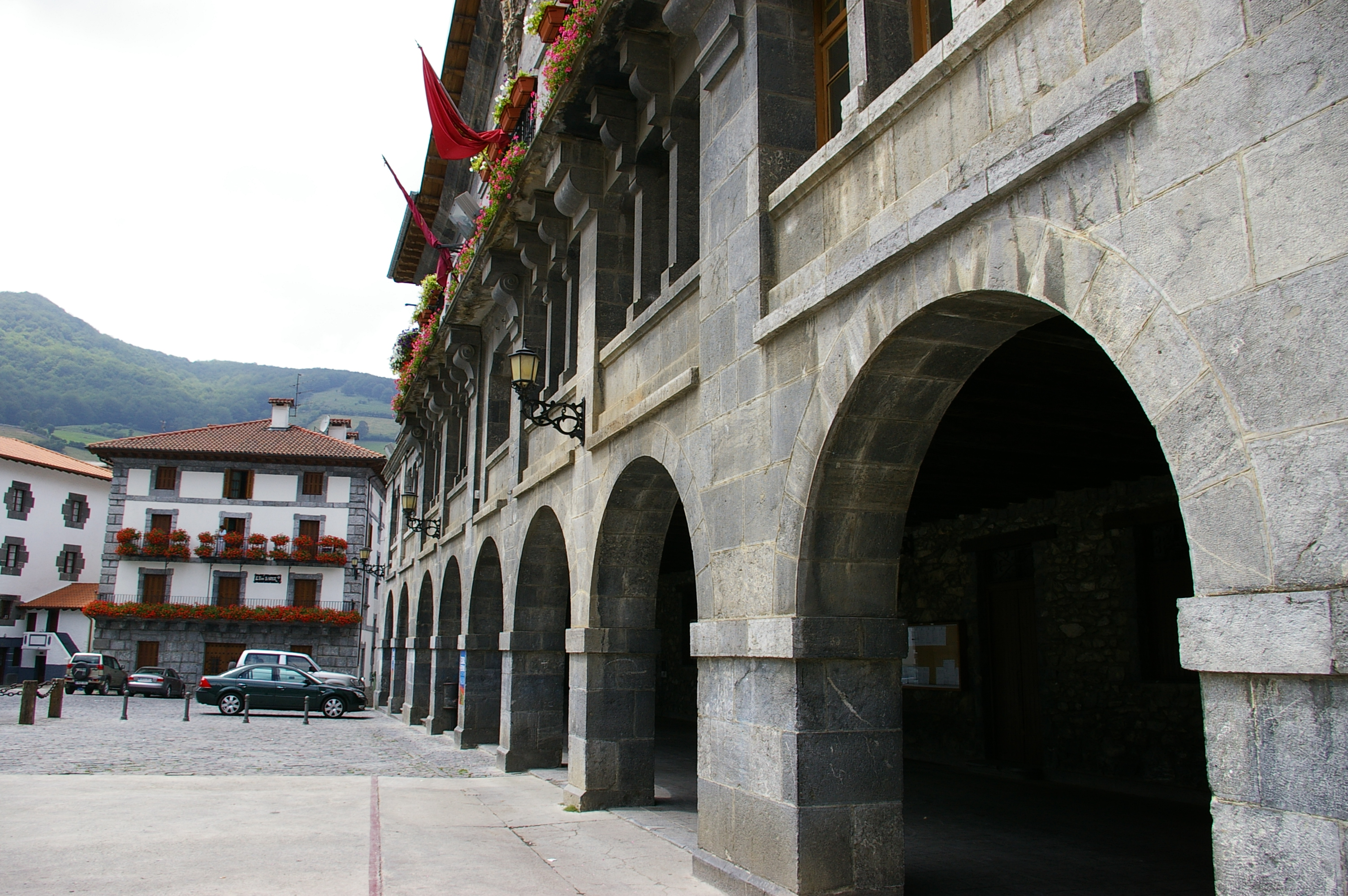
Rathaus

- Michaeliskirche
- Kreuzkapelle
- Rathaus

## Söhne und Töchter der Stadt
- Patxi Zabaleta (* 1947), Schriftsteller, Jurist und Politiker
- Iñaki Perurena (* 1956), Steinheber und Künstler
- Luis Vicente Otin (* 1959), Radrennfahrer